# Juliana de Lieja
Juliana de Lieja, O.Praem., (1193 – 5 d'abril de 1258) va ser una monja norbertina regular i mística en el que ara és Bèlgica. Durant molt de temps va ser considerada com la promotora de la Festa del Corpus Christi, celebrada per primera vegada a Lieja el 1246, i després adoptada per a l'església universal el 1264. Estudis recents li atribueixen una versió inicial de la Litúrgia de les hores, que es troba a l'Haia, Biblioteca Nacional dels Països Baixos (KB 70. E.4) i sobre la seva biografia llatina s'ha fet una edició crítica publicada en francès per l'erudit belga Jean-Pierre Delville .
Estudis recents mostren nombroses referències a les seves actuacions musicals i litúrgiques. Investigadores modernes reconeixen Juliana com l'autora de la versió inicial de la Litúrgia de les hores en llatí Animarum cibus Arxivat 2023-04-08 a Wayback Machine., que pren el seu títol de l'inici de la seva primera antífona.

## Biografia
La Juliana i la seva germana bessona Agnès van néixer al poble de Retinnes al Principat de Lieja. Van quedar orfes als cinc anys i van anar a viure en un hospital recentment fundat a Mont-Cornillon, als afores de Lieja. La canongia sembla haver-se establert sobre el model d'un doble monestir paral·lel, un per homes i un per dones, cadascun vivint a la seva pròpia ala del monestir. Les dues noies van ser col·locades inicialment en una petita granja al costat de la canongeria. Juliana, després d'entrar a l'Orde als 13 anys, va treballar durant molts anys al seu leprosari. Agnes sembla haver mort jove, ja que no hi ha cap altra menció als arxius.
Des de la seva jove joventut, Juliana tenia una gran veneració per l'Eucaristia (com moltes de les dones de Lieja) i volia que hi hagués un dia de festa especial en honor seu. Quan Juliana tenia 16 anys, va tenir la seva primera visió que va repetir posteriorment diverses vegades. Veia la lluna en tota la seva esplendor, travessada diametralment per una franja fosca. Amb el temps va entendre que la lluna simbolitzava la vida de l'Església a la terra, per la seva banda, la línia opaca representava l'absència d'una festa litúrgica en honor del cos i a la sang de Crist. No tenint cap manera de provocar una festa així, va mantenir els seus pensaments en si mateixa, tret de compartir-los amb una anacoreta, la beata Eva de Lieja, que vivia en una cel·la veïna a la basílica de Sant Martí, i altres germanes de confiança del seu monestir. La seva visió s'il·lustra a la carta sobre de la seva vida que apareix a París, Bibliothèque de l'Arsenal (MS 945, fol. 2).
Cap a 1225 va ser elegida prioressa de la canoneria i va explicar les seves visions al seu confessor, el canonge Joan de Lausana (cànon secular del capítol col·legial de la basílica de Saint Martí). El canonge Joan va tenir molts contactes entre els distingits teòlegs francesos i professors dominicans que s'havien reunit a Lieja. Entre aquests hi havia Robert de Thorete, el bisbe de Lieja, Hugh de Saint-Cher, el prior provincial dominicà per França, i Jacques Pantaleon de Troyes, ardiaca de Lieja, que més tard va ser bisbe de la diòcesi de Verdun, aleshores patriarca llatí de Jerusalem, i finalment el papa, Urbà IV. El canonge Joan va transmetre la visió de Juliana a aquests líders religiosos distingits. Aquests teòlegs van acordar per unanimitat que la devoció de la festa no tenia res contrari a la fe catòlica i van aprovar la seva institució.
Quan va rebre l'aprovació de les autoritats religioses locals, Juliana es va posar a treballar amb el canonge Joan, que encara era jove, i junts van compondre la versió inicial de la Litúrgia de les hores, Animarum cibus. El manuscrit es troba a La Haia, Biblioteca Nacional dels Països Baixos (KB 70). E.4). El 1246, el bisbe Robert va instituir la primera festa del cos i la sang de Crist per a la seva pròpia diòcesi. Va morir aquell mateix any, però mai no la va veure enllestida, tot i que la festa va ser celebrada pels cànons de Sant Martí.
La vida de Juliana es va omplir de relats paral·lels i equívocs, en gran part com a conseqüència de les polèmiques religioses i polítiques desenfrenades a Lieja: una emergent classe mitjana urbana que demanava nous drets, rivalitats polítiques entre els güelfs i guibelins i les disputes internes entre la baixa noblesa de Flandes. Aquests conflictes van crear un context que afavoria aquest tipus de moviments. Quan Juliana va esdevenir prioressora de la canongeria, va instaurar unes estrictes regles agustines. El 1240, la canongeria i el leprosari que estava al costat van passar sota la supervisió d'un home anomenat Roger, un home viciós que havia guanyat el càrrec per simonia i lluites internes. De seguida li va desagradar tant la vida de Juliana com els retrets que li feia, i va incitar els ciutadans contra ella, acusant-la de desviar-se i robar els fons de l'hospital. Va fugir cap amb la seva amiga anacoreta, Dame Eve, i després va ser rebuda a la casa del canonge Joan, al costat de la basílica. Amb l'ajuda de Robert de Thourotte, el bisbe de Lieja, Juliana fou reivindicada i restaurada a la seva antiga posició en la canongeria. Roger fou deposat. El 1247, però, després de la mort del bisbe Robert, Roger tornà a recuperar el control de Mont Cornillon sota el nou bisbe, Henry de Gueldre, i Juliana fou expulsada de nou. Aquests esdeveniments de la biografia de Juliana apunten, fins a cert punt, al fons històric més gran de la rivalitat sobre el bisbat vacat, amplificat per l'excomunió de Frederic II del papa Innocenci IV.
Posteriorment Juliana va trobar refugi als monestirs cistercencs a Robermont, Val-Benoit i Val-Notre-Dame, i després entre les pobres beguines. Ajudada per l'abadessa Imene, que era germana de l'arquebisbe Conrad de Colònia, Juliana va residir a l'abadia cistercenca de Salzinnes, i finalment a Fosses-la-Ville, al comtat de Namur, on va viure en la reclusió fins a la seva mort. Al seu llit de mort, va demanar que el seu confessor, Joan de Lausana, que li deixés revrelar secrets llargs ocults. Però ni ell ni cap dels seus amics de Lieja la van escoltar. En morir-se, tal com eren en els seus desitjos, el seu amic monjo cistercenc Gobert d'Aspremont, va traslladar el seu cos a l'abadia de Villers. El diumenge següent, les seves restes van ser traslladades a la secció del cementiri reservada als sants. Tot i que el seu culte es va desenvolupar immediatament, no va rebre reconeixement oficial fins al 1869 amb el papa Pius IX.

## Veneració
El 1261, l'arxidiaca Pantaleó va ser elegit papa, i va prendre el nom de papa Urbà IV. L'any 1264, Urbà IV va instituir la solemnitat de Corpus Christi el dijous després de Pentecosta com a festa per a tota l'Església llatina, amb una butlla. Va encarregar al seu teòleg principal, Sant Tomàs d'Aquino, que compongués una oració per a la Festa del Corpus Christi. Sant Tomàs va compondre dues versions, amb un solapament textual considerable: Sapiencia edificavit i després Sacerdos in eternum. L'estudi inter-textual d'aquestesoracions ha estat el tema d'una investigació considerable, la majoria dels estudiosos han arribat a la conclusió que representen dues versions de la mateixa obra de Sant Tomàs. El papa Urbà va transmetre la celebració inicial amb cartes als diversos clergues, però també va enviar una còpia a l'amiga de Juliana, Eva de Sant Martí de la basílica de Sant Martí. Aquesta noia es considera, pels estudiosos contemporanis, la compositora inicial de la vida de Juliana en francès i, per tant, és una de les primeres dones autores de l'Europa medieval.
La primera declaració teològica formal de la doctrina de la transubstanciació es pot trobar a l'homilia de Sant Tomàs als Sacerdos en versio eternum tal com es troba a BNF 1143 (un manuscrit musical dedicat íntegrament a l'oficina). Els estudiosos també han assenyalat el moviment de les versions doctrinals a les bíbliques als textos. I, estilísticament, la versió de Juliana estableix textos coneguts a la música nova; la versió d'Aquino reordena les citacions bíbliques a cants coneguts, creant així una contrafacta. El 1264, el papa Urbà IV va emetre la butlla papal Transiturus en què es va declarar la festa del Corpus Christi, és a dir, la festa del Cos de Crist com a festa durant tot el ritu llatí. Aquesta va ser la primera festa universal sancionada papalment en la història del ritu llatí. La festa se celebra tradicionalment el dijous després del diumenge de la Trinitat, però en les reformes litúrgiques del 1969, sota el papa Pau VI, els bisbes tenen l'opció de transferir-la al diumenge següent.
Juliana va ser canonitzada el 1869 pel papa Pius IX i celebrada més endavant pel papa Joan Pau II, que va escriure una carta on es mencionava el 750 aniversari de la Festa del Corpus Christi. El seu dia de festa és el 6 d'abril.